# Neunkirchen bei Leutershausen

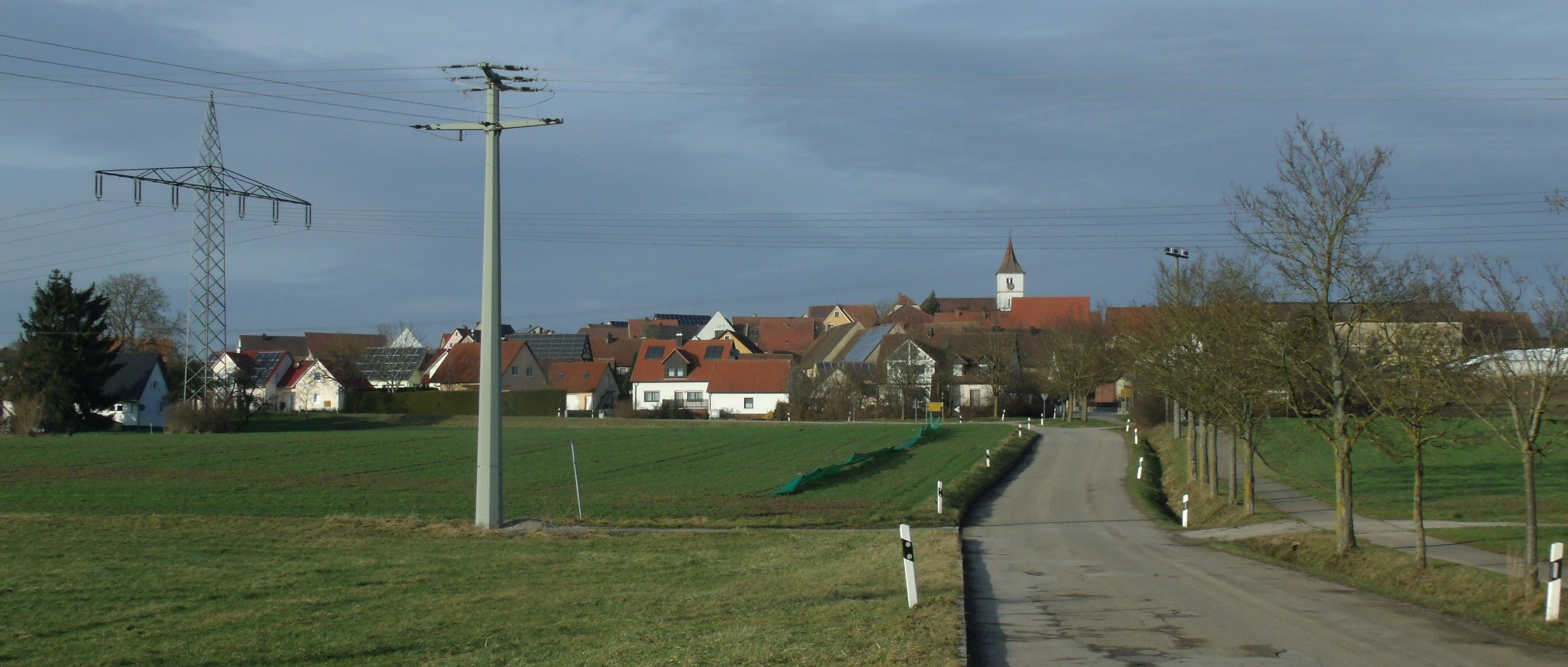
Ortsansicht

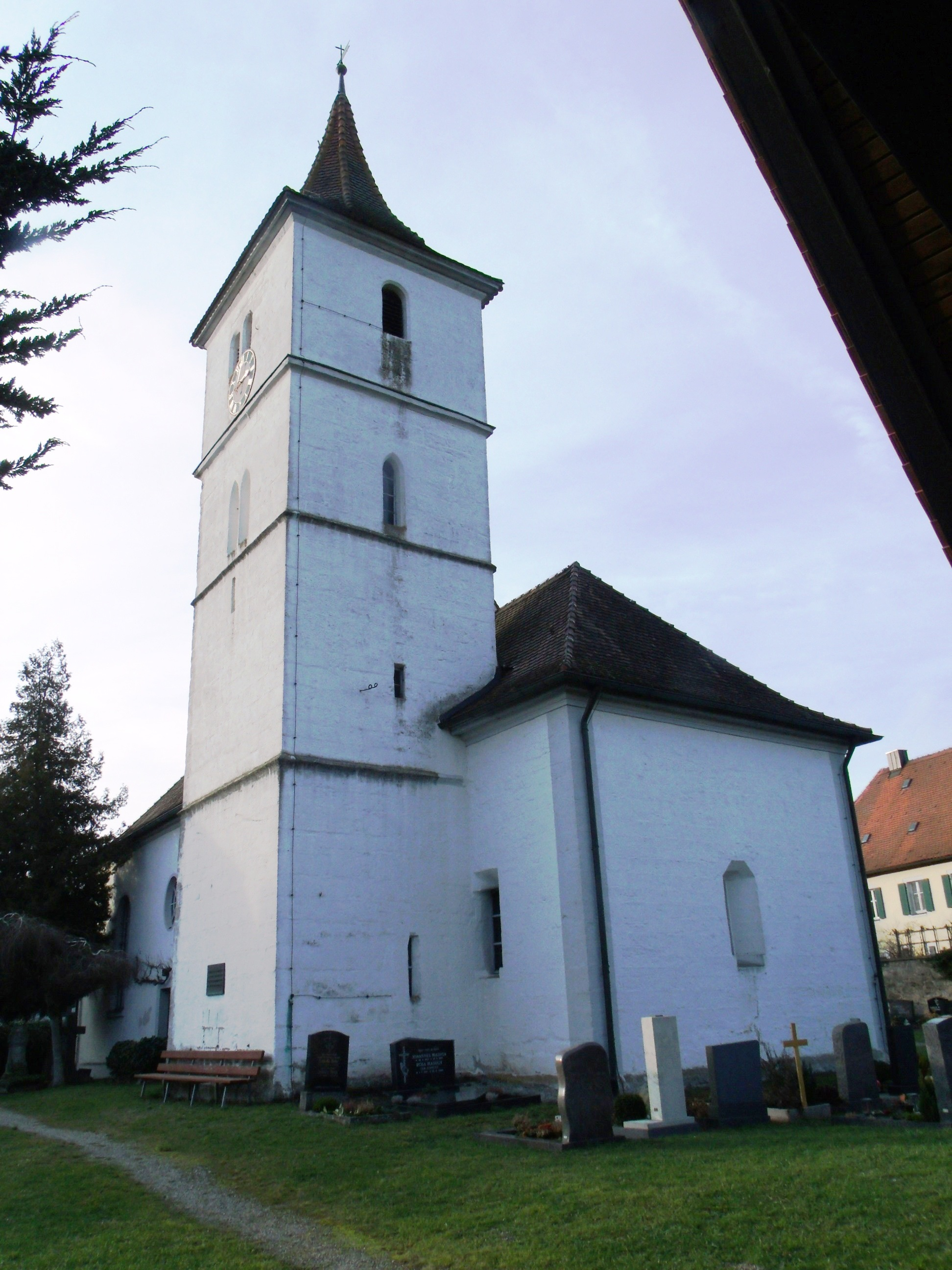
St. Georgskirche

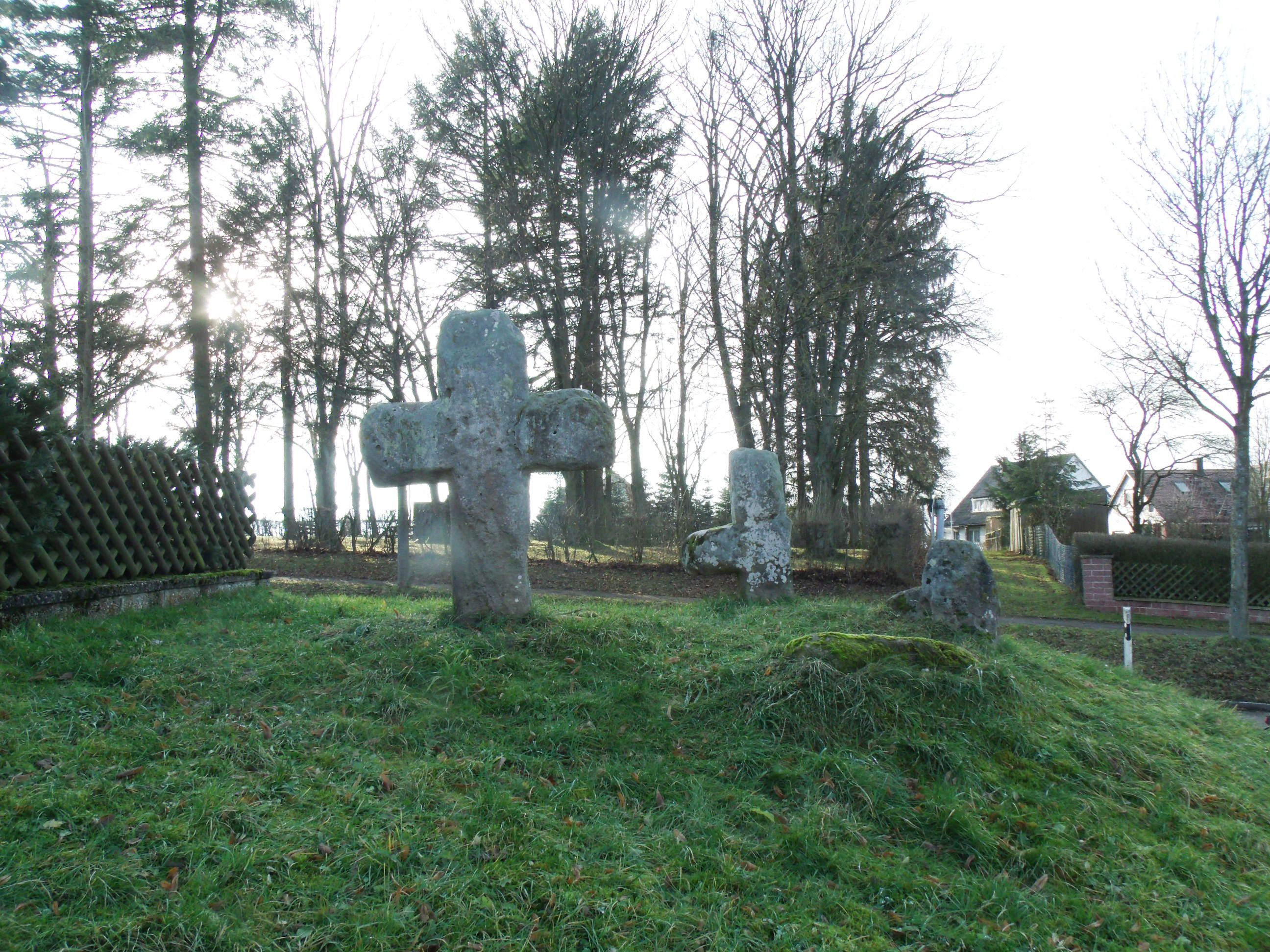
Steinkreuze bei Neunkirchen-Siedlung

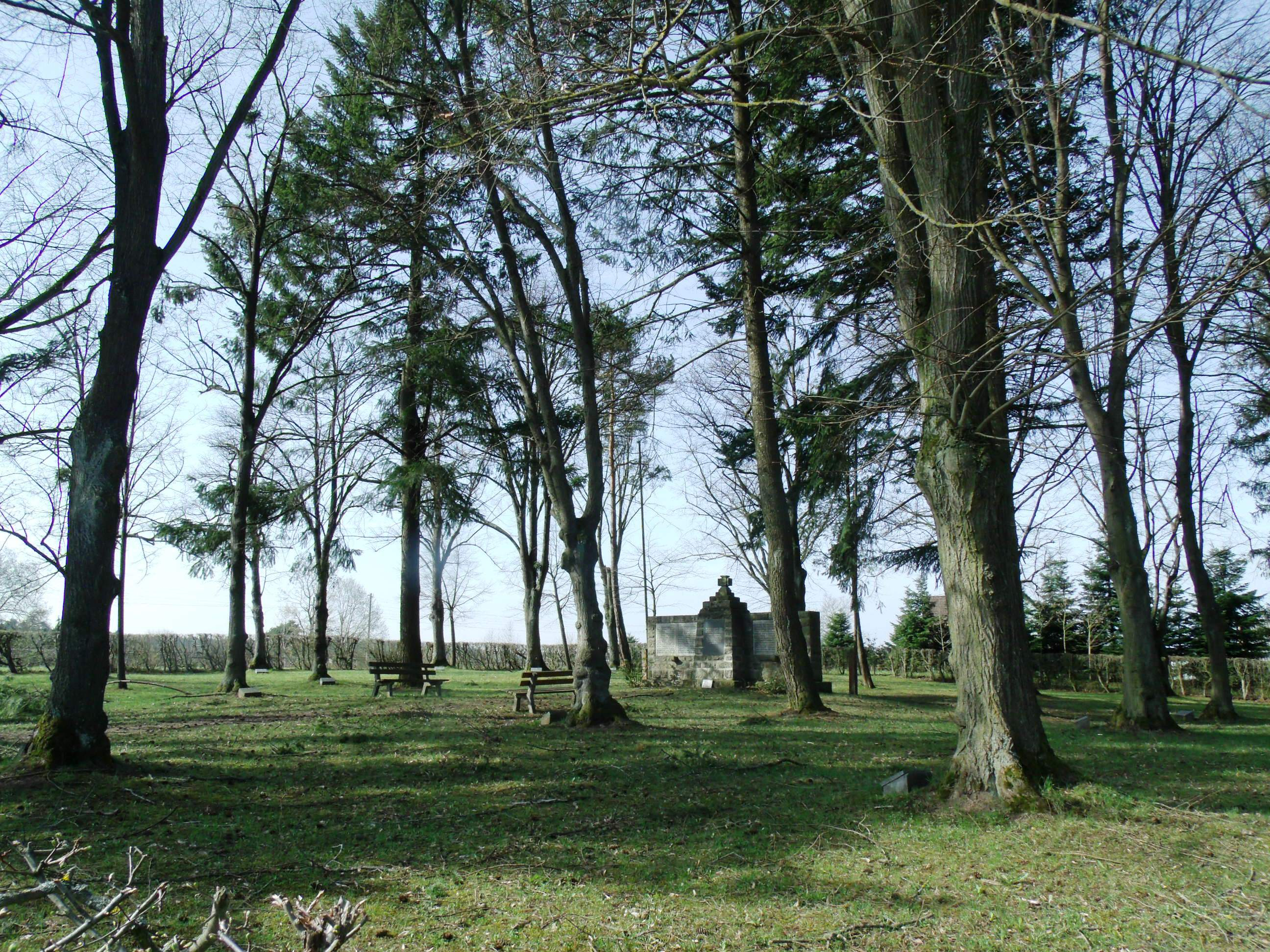
Kriegerhain bei Neunkirchen-Siedlung

Neunkirchen bei Leutershausen (amtlich: Neunkirchen b.Leutershausen; fränkisch: Nai-kirng) ist ein Gemeindeteil der Stadt Leutershausen im Landkreis Ansbach (Mittelfranken, Bayern). Die Gemarkung Neunkirchen bei Leutershausen hat eine Fläche von 10,249 km². Sie ist in 1309 Flurstücke aufgeteilt, die eine durchschnittliche Fläche von 7829,90 m² haben. In ihr liegen neben dem namensgebenden Ort die Gemeindeteile Hinterholz, Hohenmühle, Lengenfeld, Straßenwirtshaus und Tiefenthal.

## Geografie
Östlich des Pfarrdorfs fließt der Krämleinsbach, der ein linker Zufluss der Altmühl ist. 0,75 km südöstlich des Ortes liegen die Eckertshölzer, 1,25 km nordwestlich das Zobelholz und 1,5 km östlich liegt der Rote Berg. Gemeindeverbindungsstraßen führen nach Wiedersbach (1,3 km südwestlich), nach Tiefenthal (1 km nördlich), nach Hinterholz (2,2 km nördlich), nach Straßenwirtshaus zur Staatsstraße 2246 (0,7 km südlich) und zur Kreisstraße AN 23 bei Winden (2,3 km nordwestlich).

## Ortsnamendeutung
„Neunkirchen“ bedeutet „bei der neuen Kirche“. Das Adjektiv „neu“ bezieht sich eventuell auf die ältere Kirche in Leutershausen, zu dessen ausgedehnter Pfarrei der Grund des neuen Ortes gehört haben muss.

## Geschichte
Neunkirchen wurde vermutlich im 10./11. Jahrhundert an der östlichen Grenze des kaiserlichen Wildbannbezirks Burgbernheim-Leutershausen gegründet. 1264 wurde für den Ort eine eigene Pfarrei bezeugt, wahrscheinlich eine Filiale der Urpfarrei Leutershausen. Als Gründer bzw. Stifter kommen entweder das Gumbertuskloster oder die Herren von Schalkhausen-Dornberg in Frage. 1275 wurde es als „Niwenkyrchen“ erstmals urkundlich erwähnt.
Die neue Pfarrei umfasste anfangs das gesamte Gebiet westlich von Ansbach mit den Orten Aub, Dautenwinden, Dornberg, Elpersdorf, Geisengrund, Hannenbach, Hinterholz, Höfen, Käferbach, Lengenfeld, Mittelbach, Neudorf, Oberdombach, Schalkhausen, Seebronn, Steinersdorf, Tiefenthal und Wüstenbruck.
Die im 14. Jahrhundert angelegten ältesten Lehenbücher des Hochstifts Würzburg zeigen, dass Würzburg hochstiftische Lehen in Neunstetten ausgab. Lehensträger waren die Herren von Heideck. Das Urbar der Burggrafen von Nürnberg von circa 1361/64 spricht von fünf Untertanen in vier Anwesen von Neunkirchen, darunter die Baderin. Das burggräfliche Lehenbuch von 1398 vermeldet, dass vier Söldengüter und ein Hof zu Neunkirchen an die Braun von Birkenfels zu Wiedersbach vergeben waren. 1405 empfing dieses Geschlecht von den Burggrafen drei Gütlein in Neunkirchen; ein Gütlein ging 1429 durch Verkauf an Meinward von Steinheim. 1445 erwarben die Herren von Seckendorff von Heinz Stettner, Pfleger zur Arberg, drei Güter zu Neunkirchen; die Seckendorffer saßen seit 1391 auf der markgräflich an sie verliehenen Burg Jochsberg. 1462 wurden die Seckendorffer vom Markgrafen mit acht Gütlein in Neunkirchen und dem Zehnt belehnt. Drei Söldengüter waren ab der Mitte des 15. Jahrhunderts als markgräfliches Lehen in Besitz der Herren von Lüchau. Ein Söldengütlein besaß um 1470 Sigmund Sorg von Hoppingen, der es an Zobel zu Rammersdorf verkaufte. Als 1594 Brandenburg-Ansbach das zu dieser Zeit noch intakte Schlossgut Rauenbuch erwarb, gehörte auch ein Feuerrecht auf einer Schmiede und ein Backrecht in Neunkirchen dazu. Auch erstreckten sich die Rechte der Rauenbucher Schäferei auf Neunkirchener Grund. Den umfangreichen Rauenbucher Besitz in Neunkirchen (neun Untertanen) unterstellte Ansbach seinem Klosterverwalteramt Sulz; das Kloster Sulz besaß laut seinem Gültbuch von 1478, also vor der Reformation und der Errichtung des brandenburgischen Klosteramtes, in Neunkirchen viele Äcker, Wiesen und Weide, die ohne Erbrecht verliehen waren.
Im Dreißigjährigen Krieg wurde die Gegend um Neunkirchen und der Ort selber schwer verwüstet. Nach dem Krieg siedelte dort der Markgraf von Ansbach rund 100 protestantische Exulanten aus Österreich an, die zum erneuten Aufstieg der Gemeinde beitrugen. Laut dem 16-Punkte-Bericht des Oberamtes Ansbach von 1684 hatte das markgräfliche Hofkastenamt Ansbach sämtliche Rechte in Neunkirchen bis auf die niedere Gerichtsbarkeit, die jede Herrschaft über ihre eigenen Untertanen ausübte; von den 24 Mannschaften im Dorf gehörten zehn dem Hofkastenamt Ansbach (darunter die inzwischen heimgefallenen Untertanen des von Lüchau, eine Wirtschaft und drei Güter), drei dem St. Gumbertus-Stiftsamt Ansbach, neun dem brandenburgisch-ansbachischen Klosteramt Sulz und eine dem Eyb’schen Rittergut Wiedersbach; das Pfarrlehen war dem Kastenamt Ansbach vogt- und steuerbar. Die Gemeinde verfügte über ein Hirtenhaus.
Laut der Vetterschen Oberamtsbeschreibung von 1732 verteilten sich die Grundherrschaften nunmehr folgendermaßen:
- Hofkastenamt Ansbach: elf Güter
- St. Gumbertus-Stiftsamt Ansbach: zwei Güter
- Klosteramt Sulz: neun Güter
- Rittergut Wiedersbach: ein Gut

Die Gemeinde hatte ein Hirtenhaus. Die Gemeindeherrschaft, die Vogtei und die Fraisch übte das Hofkastenamt Ansbach aus. Gegen Ende des Alten Reiches, um 1800, bestand Neunkirchen aus 28 Anwesen: Dem Hofkastenamt Ansbach gehörten ein Gut, sieben Güter, eine Tafernwirtschaft, vier Leerhäuser, eine Wirtschaft sowie ein Köblergut der Pfarrei Neunkirchen, dem Stiftsamt Ansbach zwei Köblergüter und ein Leerhaus, dem Klosterverwalteramt Sulz ein Hof, drei Halbhöfe, drei Köblergüter, ein Schmied-Köblergut und ein Leerhaus und dem eybschen Rittergut zu Wiedersbach ein Söldengut. Abgabenfrei waren die Kirche, das Pfarrhaus, das gemeindliche Hirtenhaus und das gemeindliche Brechhaus zur Bearbeitung von Flachs. Von 1797 bis 1808 unterstand der Ort dem Justiz- und Kammeramt Ansbach.
1806 kam Neunkirchen an das Königreich Bayern. Im Rahmen des Gemeindeedikts wurde 1808 der Steuerdistrikt Neunkirchen gebildet, zu dem Hinterholz, Hohenmühle, Hürbel am Rangen, Lengenfeld, Straßenwirtshaus und Tiefenthal gehörten. Am 23. Juni 1810 erfolgte der Wechsel von Hürbel in den neu gebildeten Steuerdistrikt Neuses. Die Ruralgemeinde Neunkirchen entstand 1811 und war deckungsgleich mit dem Steuerdistrikt. Sie war in Verwaltung und Gerichtsbarkeit dem Landgericht Ansbach zugeordnet und in der Finanzverwaltung dem Rentamt Ansbach (1919 in Finanzamt Ansbach umbenannt). Dem eyb’schen Patrimonialgericht I. Klasse zu Wiedersbach-Rammersdorf, das von 1820 bis zum eyb’schen Verzicht im Jahr 1842 bestand, unterstand der eyb’sche Grundholde von Neunkirchen.
Ab 1862 gehörte Neunkirchen zum Bezirksamt Ansbach (1939 in Landkreis Ansbach umbenannt). Die Gerichtsbarkeit blieb bis 1870 beim Landgericht Ansbach, von 1870 bis 1879 war das Stadt- und Landgericht Ansbach zuständig, seit 1880 ist es das Amtsgericht Ansbach. Die Gemeinde hatte 1964 eine Gebietsfläche von 10,250 km². 1913 wurde Neunkirchen nach Neunkirchen bei Leutershausen umbenannt. Am 31. Dezember 1971 wurde die Gemeinde im Zuge der Gebietsreform in Bayern aufgelöst und in die Stadt Leutershausen eingemeindet.

### Baudenkmäler
- Kirchenweg 9: St. Georg, evangelisch-lutherische Pfarrkirche, auf einer Anhöhe in der Ortsmitte: Von der ursprünglichen Kirche, die den Heiligen Georg als Namenspatron hatte, ist nichts mehr erhalten. Von der jetzigen Kirche ist die tonnengewölbte Sakristei am ältesten; sie wurde 1492 errichtet. Der ursprüngliche Saalbau wurde abgerissen und 1734 neu errichtet. Bemerkenswert sind Wandmalereien des 16./17. Jahrhunderts im Chor und am Chorbogen. Das jetzige Pfarrhaus, ebenfalls im 18. Jahrhundert erbaut, schmückt an seiner Westseite das brandenburgische Wappen.[29]
- Pfarrstraße 4: Pfarrhaus mit Pfarrscheune[29]
- Vier Steinkreuze bei Neunstetten-Siedlung (siehe unten)[29]

### „Die 7 Fuhrmänner“ und „Kriegerhain“
In Neunkirchen-Siedlung sind an der Zufahrtsstraße zur Kreisstraße nördlich der Bahnunterführung von einst sieben Kreuzen aus Keupersandstein, genannt „die sieben Fuhrmänner“, über der Erde noch drei sowie der Rest eines vierten Kreuzes erhalten geblieben. Sie werden mit einem Überfall in Verbindung gebracht, der sich im Dreißigjährigen Krieg, und zwar am 30. Oktober 1632, zugetragen hat. Damals wollte die Stadt Feuchtwangen der Reichsstadt Nürnberg mit Lebensmittel aushelfen, da diese durch die bei Zirndorf lagernden Wallensteinschen Truppen vor ihren Versorgungsquellen abgeschnitten war. Der von 17 Bewaffneten begleitete Wagenzug wurde zwischen Hannenbach und Neunkirchen, etwa bei dem heutigen Leutershausener Gemeindeteil Straßenwirtshaus, von circa 200 kaiserlichen Reitern überfallen; zwölf Mann der Begleitung wurden getötet und der Zug der mitgeführten Lebensmittel sowie seiner 86 Ochsen und 30 Pferde beraubt.
Den Steinkreuzen gegenüber hat die Gemeinde Neunkirchen im Jahr 1925, fünf Jahre nach Gründung der örtlichen Soldaten- und Kriegerkameradschaft, ein Ehrenmal für die Gefallenen und Vermissten des Ersten Weltkrieges errichten lassen. Für jeden dieser Gefallenen/Vermissten aus der Gemeinde wurde eine Linde gepflanzt – daher die Bezeichnung „Kriegerhain“ – und jeweils eine Gedenktafel mit Namen verlegt. Die 1954 wiedergegründete Kameradschaft erweiterte das eigentliche Ehrenmal um die Namen der Gefallenen und Vermissten des Zweiten Weltkrieges.

### Bodendenkmäler
In der Gemarkung Neunkirchen gibt es sechs Bodendenkmäler.

### Einwohnerentwicklung
Gemeinde Neunkirchen b.Leutershausen
| Jahr      | 1818   | 1840   | 1852   | 1855   | 1861   | 1867   | 1871   | 1875   | 1880   | 1885   | 1890   | 1895   | 1900   | 1905   | 1910   | 1919   | 1925   | 1933   | 1939   | 1946   | 1950   | 1952   | 1961   | 1970   |
| Einwohner | 398    | 501    | 483    | 468    | 481    | 496    | 503    | 543    | 514    | 504    | 498    | 477    | 495    | 534    | 558    | 529    | 483    | 500    | 484    | 753    | 712    | 628    | 572    | 577    |
| Häuser    | 87     | 90     |        |        |        |        | 97     |        |        | 103    | 104    |        | 101    |        |        |        | 99     |        |        |        | 98     |        | 115    |        |
| Quelle    | [ 33 ] | [ 34 ] | [ 35 ] | [ 35 ] | [ 36 ] | [ 37 ] | [ 38 ] | [ 39 ] | [ 40 ] | [ 41 ] | [ 42 ] | [ 35 ] | [ 43 ] | [ 35 ] | [ 44 ] | [ 35 ] | [ 45 ] | [ 35 ] | [ 35 ] | [ 35 ] | [ 46 ] | [ 35 ] | [ 24 ] | [ 47 ] |

Ort Neunkirchen b.Leutershausen
| Jahr      | 001818 | 001840 | 001861 | 001871 | 001885 | 001900 | 001925 | 001950 | 001961 | 001970 | 001987 | 002006 |
| Einwohner | 183    | 191    | *196   | 191    | 211    | 197    | 196    | 284    | 258    | 262    | 236    | 223    |
| Häuser    | 37     | 30     |        |        | 43     | 41     | 42     | 40     | 54     |        | 66     |        |
| Quelle    | [ 33 ] | [ 34 ] | [ 36 ] | [ 38 ] | [ 41 ] | [ 43 ] | [ 45 ] | [ 46 ] | [ 24 ] | [ 47 ] | [ 48 ] |        |

### Bürgermeister
| Name                   | Herkunft    | Amtszeit  |
| ---------------------- | ----------- | --------- |
| Kraheberger            | Neunkirchen | 1817–1819 |
| Friedrich Betz         | Neunkirchen | 1819–1843 |
| Wolfgang Wolkenstörfer | Neunkirchen | 1843–1862 |
| Matthias Vogelhuber    | Neunkirchen | 1862–1870 |
| Michael Wolkenstörfer  | Neunkirchen | 1870–1906 |
| Georg Wolkenstörfer    | Neunkirchen | 1906–1928 |
| Johann Wolkenstörfer   | Neunkirchen | 1928–1945 |
| Georg Lotter           | Hinterholz  | 1945–1948 |
| Johann Wolkenstörfer   | Neunkirchen | 1948–1953 |
| Georg Murr             | Neunkirchen | 1953–1968 |
| Fritz Aumann           | Tiefenthal  | 1968–1971 |

## Religion
Mit der Reformation wurde St. Georg (Neunkirchen bei Leutershausen) protestantisch. Seit dem 16. Jahrhundert gibt es im Ort ein Pfarrhaus (das heutige stammt aus der Mitte des 18. Jahrhunderts) und ein Schulhaus. Die Kirchengemeinde Neunkirchen gehört zum Dekanat Leutershausen (1556–1810 und ab 1979), unterbrochen von einer 169-jährigen Zugehörigkeit (1810–1979) zum Dekanat Ansbach. Die Einwohner römisch-katholischer Konfession sind nach Kreuzerhöhung (Schillingsfürst) gepfarrt.

## Vereine
- Freiwillige Feuerwehr Neunkirchen